# ساباوديا
مدينة ساباودا، هي مدينة ساحلية تقع في مقاطعة لاتينا بولاية لاتسيو بوسط إيطاليا. يتميز مركز المدينة باستخدام نمط الهندسة المعمارية الفاشية في البناء.

## التاريخ
تقع مدينة سابدوا الساحلية على بعد ساعة ونصف من جنوب روما. وهي واحدة من عدة مدن بنيت على المستنقعات التي أعيد استصلاحها من بونتين مارشس أغرو بونتينو. وقد استنزف هذا السخاخ بأوامر من بينيتو موسوليني. فقد استنزف العمال الذين نقلوا من المناطق الفقيرة في شمال إيطاليا مساحات شاسعة من المستنقعات المبتلاة بالملاريا، فغادروا المنطقة الساحلية جنوب روما بأراضي زراعية غنية. وقد بنيت هذه المدن لكي يتمكن النظام الفاشي من إظهار استنزاف المستنقعات، وكذلك توفير مجتمعات سكنية للسكان الحضريين المتعاظمة في المدن الكبيرة في إيطاليا.
كان المهندسون المعماريون جينو كانكيلوتي، وأوجينيو مونتووري، ولويجي بيتشناتو، وألفريدو سكالبيلي مسؤولين عن خطة المدينة والعديد من المباني بعد الفوز في مسابقة لتصميم سابوديا، برعاية موسوليني. وبدأ العمل في بناء المدينة في 5 آب/أغسطس 1933 وانتهى العمل بعد 253 يوما. المدينة نفسها تعتمد على شبكة رومانية تخطيط الطريق والمعمار العقلانى.
ويتردد سكان روما ونابولي على سابوديا بشكل جيد حيث أنها في منتصف الطريق بين المدينتين. يقع شاطئ الصابودية على بعد 15 كم من الشاطئ، وهو ما يفتخر بتعيين بانديرا بلو(العلم الأزرق)، والذي مُنح من قبل مؤسسة التعليم البيئي (الرسوم). ويدرج الرسم شاطئًا بناءً على جودة المياه وإعادة التدوير وممارسات إدارة النفايات، ووجود عمال إنقاذ، وإدراج ممرات للمشاة والمناطق الخضراء تحيطها غابة سيرسيو ، ويوفر الوصول إلى الممشى على طول الساحل بأكمله.

## المدن التوأم / المدن الشقيقة
- فرنسا ,القديس ميدار ان جالس اسبانيا
- اسبانيا ,الفندريل

## روابط خارجية
- Sabaudia.net: موقع Sabaudia.net نسخة محفوظة 9 فبراير 2022 على موقع واي باك مشين.
- شواطئ روما: الدليل النهائي نسخة محفوظة 8 يوليو 2019 على موقع واي باك مشين.